# Balkovy
Balkovy (německy Balkau) jsou malá vesnice, část obce Dolany v okrese Klatovy v Plzeňském kraji. Nachází se asi 1,5 kilometru západně od Dolan. Prochází zde silnice II/185. V roce 2011 zde trvale žilo šestnáct obyvatel.
Balkovy jsou také název katastrálního území o rozloze 1,21 km².

## Historie
První písemná zmínka o vesnici pochází z roku 1385.

## Obyvatelstvo
| Rok            | 1869 | 1880 | 1890 | 1900 | 1910 | 1921 | 1930 | 1950 | 1961 | 1970 | 1980 | 1991 | 2001 | 2011 | 2021 |
| -------------- | ---- | ---- | ---- | ---- | ---- | ---- | ---- | ---- | ---- | ---- | ---- | ---- | ---- | ---- | ---- |
| Počet obyvatel | 66   | 67   | 73   | 55   | 60   | 57   | 65   | 32   | 40   | 32   | 25   | 22   | 21   | 16   | 22   |
| Počet domů     | 12   | 12   | 12   | 12   | 12   | 12   | 14   | 12   | 12   | 9    | 10   | 10   | 10   | 10   | 11   |

## Pamětihodnosti
- Venkovské usedlosti čp. 2 a 6

## Galerie

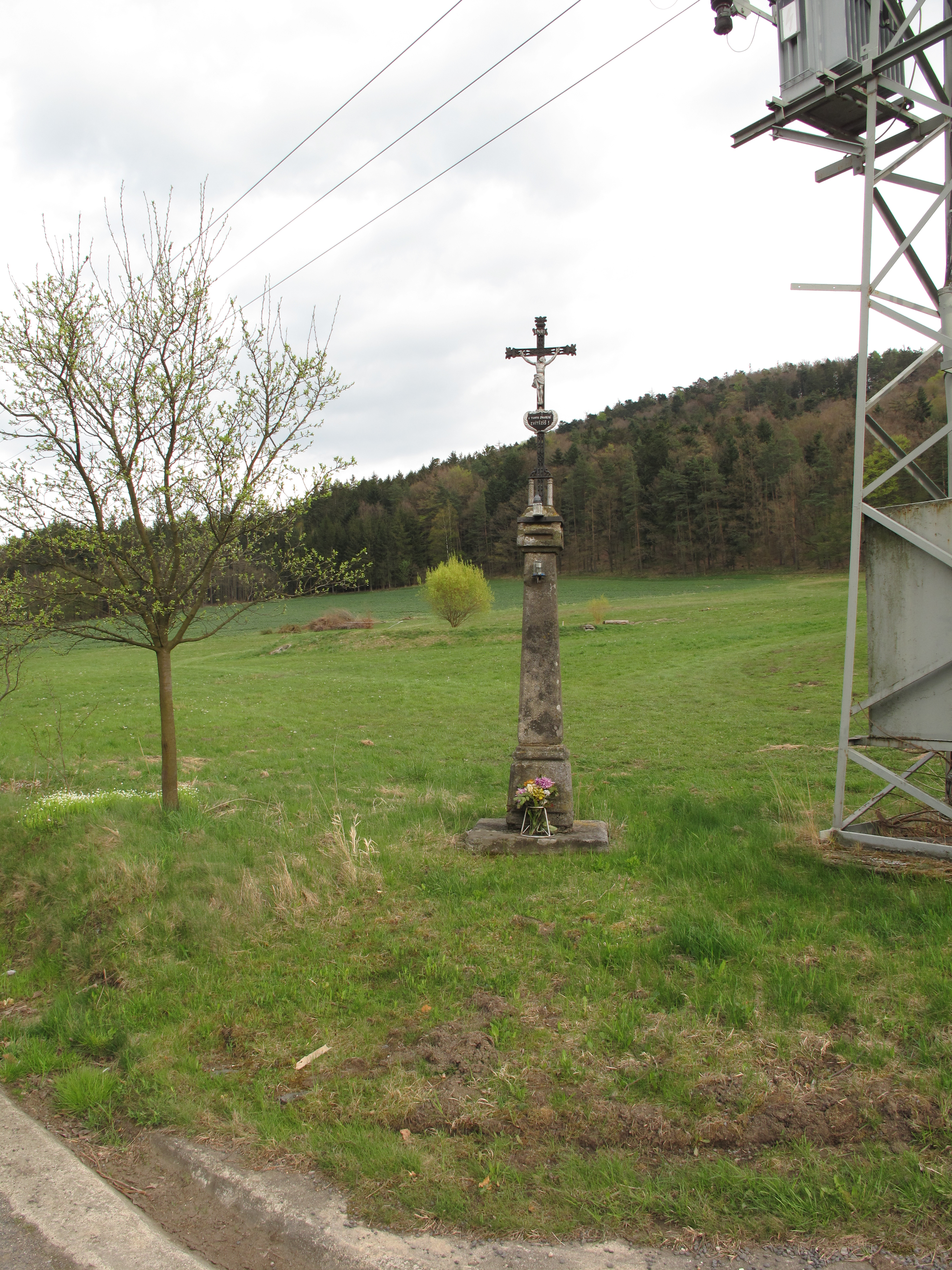
Křížek
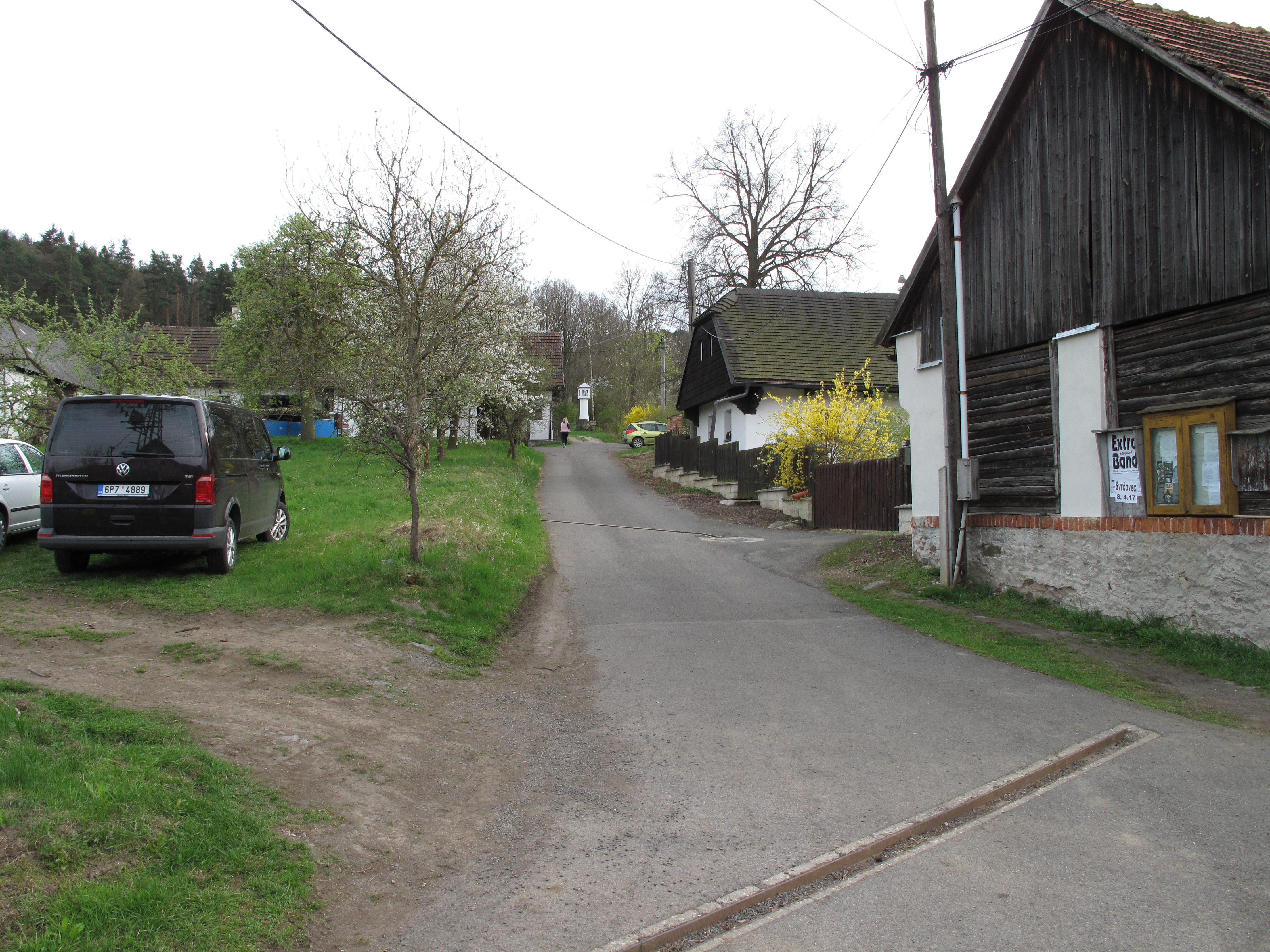
Cesta
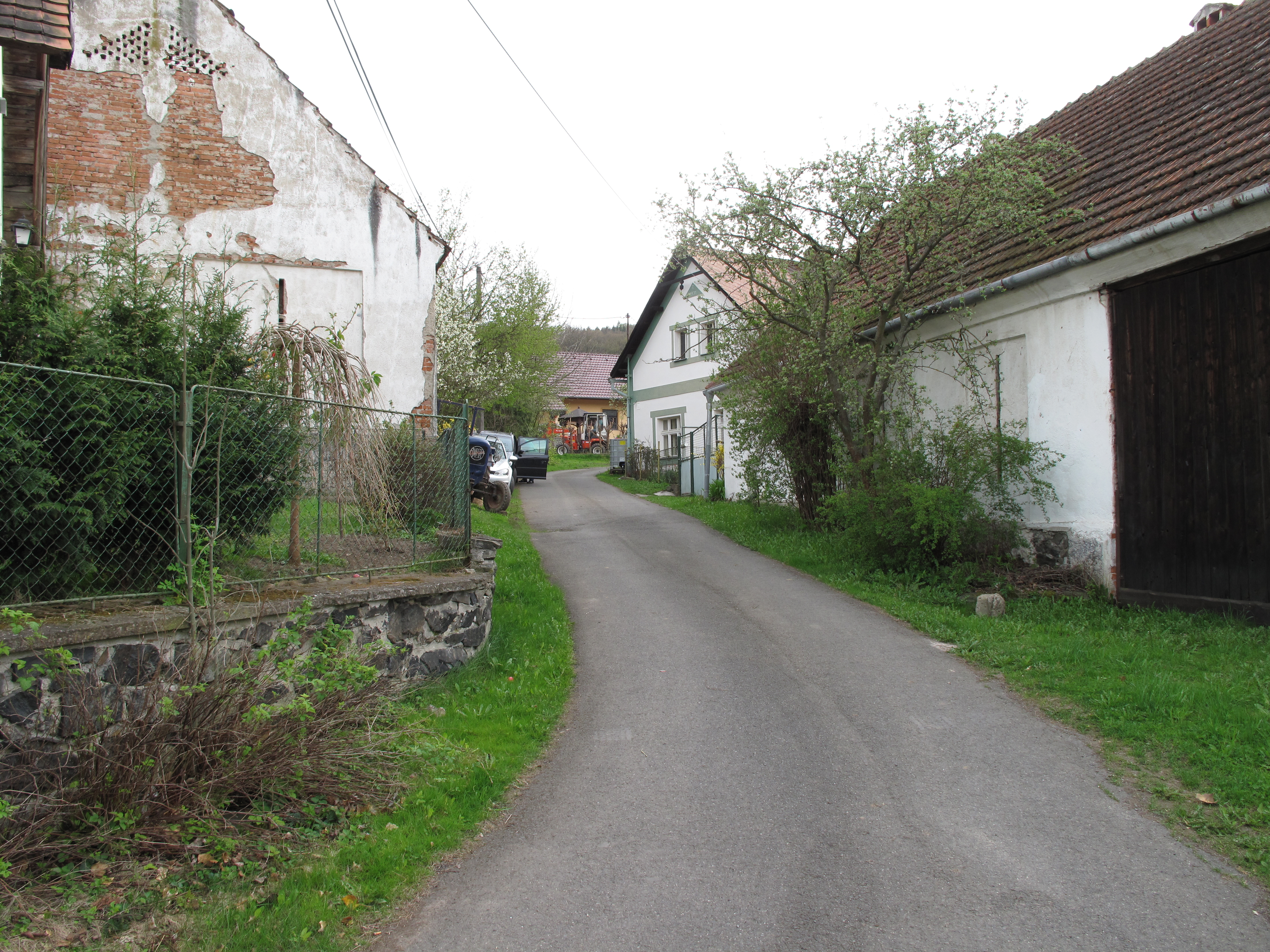
Cesta